# Jómští vikingové
Jómští vikingové nebo také jómsvikingové (Jómsvíkingar, singulár Jómsvíking) byli pololegendární válečná družina vikinských žoldnéřů, nájezdníků či banditů v 10. a 11. století. Vyznačovali se tím, že působili zcela nezávisle na skandinávských králích jako organizovaná žoldnéřská společnost.

## Prameny

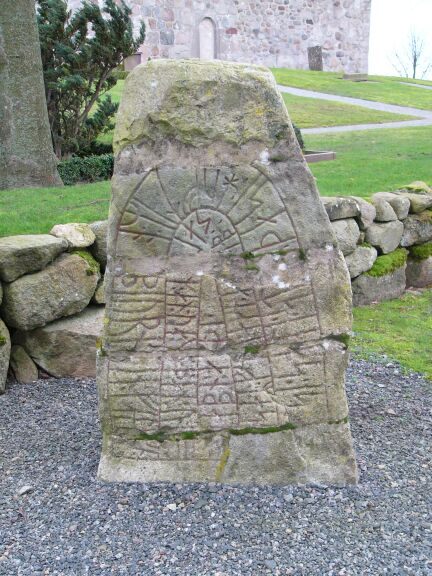
Runový nápis na kameni ve švédském Sjörupu dodnes připomíná útok jómských vikingů na Uppsalu.

Podle norských ság, především dle Ságy o jómských vikinzích (Jómsvíkinga saga), Ságy Olafa Tryggvassona a příběhů z Flateyjarbóku, se jejich pevnost Jomsborg měla nacházet na jižním pobřeží Baltského moře, ale její přesná poloha je předmětem sporu současných historiků a archeologů. Většina z nich ji lokalizuje na vrch Silderberg severně od města Wolin na stejnojmenném ostrově. Jomsborg je ztotožňován s názvy „Jumne“, „Julin“ a „Vineta“, vyskytujícími se v dánských a německých pramenech.
Legenda o jómských vikinzích se objevuje v některých islandských ságách ze 12. a 13. století. Samotná jejich existence je předmětem diskuze v historických kruzích, hlavně kvůli nedostatku primárních zdrojů. Nedochovaly se žádné soudobé zdroje zmiňující jména jómští vikingové a Jomsborg, ale existují tři soudobé runové kameny a několik soudobých lausavís, které se zmiňují o jedné z jejich bitev.
Přestože měli sveřepě lpět na svém pohanství, které spočívalo v neutuchající věrnosti ke starým severským bohům jako byli Ódin či Thór, byli schopni bojovat pro jakéhokoli vladaře, který byl ochotný si je najmout. Díky tomu se měli účastnit válek i na straně křesťanských panovníků. Sami však byli mocní natolik, aby některé bitvy vedli zcela samostatně.

## Historie

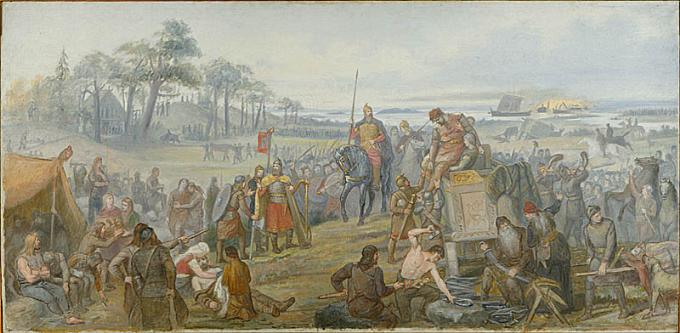
Bitva u Fýrisvelliru

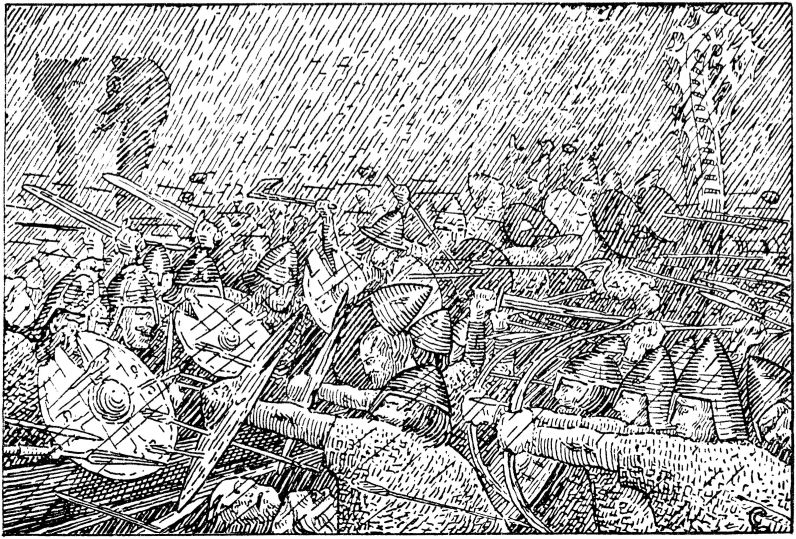
Bitva u Hjörungavágru v Sáze Olafa Tryggvassona

Pod vedením Styrbjörna Silného bojovali jómští vikingové proti prvnímu švédskému králi Eriku Vítěznému v bitvě u Fýrisvelliru v roce 985 či 986. Své nezávislosti jómští vikingové dosáhli, když jejich proslulý vůdce Sigvaldi Strut-Haraldsson ve snaze pomoci polabským Wendům nalákal dánského krále Svena Vidlího vouse na svou loď, kde ho poté zajal. Tím byli Slované zproštěni povinnosti platit tribut Dánsku a Sigwaldi dosáhl odměny v podobě sňatku s dcerou wendského knížete Burislava Astrid.
Později měl Sven motivovat Sigvaldiho k válce proti Norsku s úmyslem sesadit jeho vládce Haakona Sigurdssona. V námořní bitvě u Hjörungavágru kolem roku 986 byla početná flotila jómských vikingů Haakonem poražena a Sigwaldi uprchl.

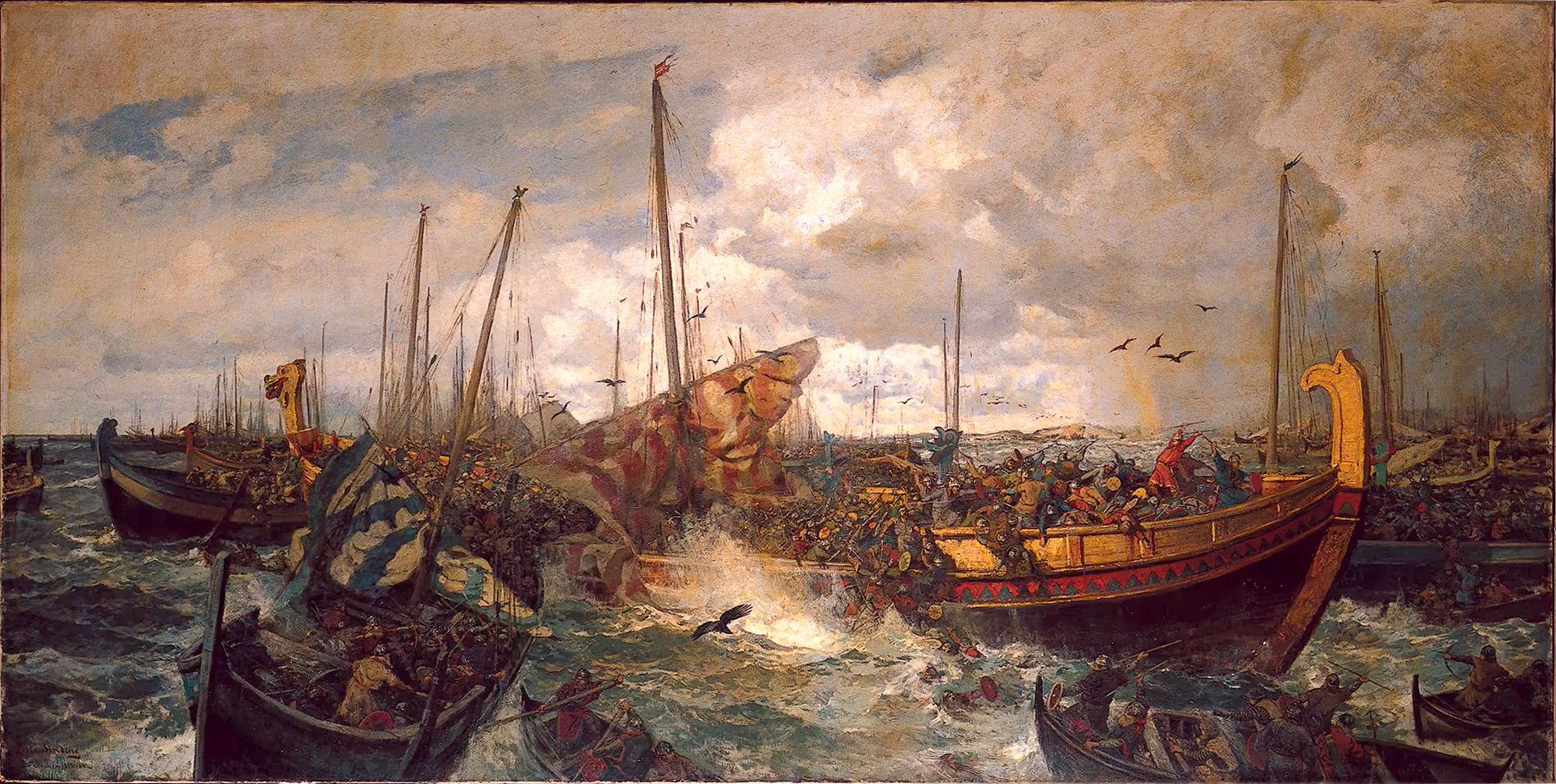
Bitva u Svolderu v podání Otty Sindiga

V pozdější bitvě u Svolderu 9. září 1000 měl Sigwaldi opustit uprostřed boje svého spojence norského krále Olafa Trygvassona, který zde nalezl svou smrt. Další osudy Sigvaldiho Strut-Haraldssona nejsou známi. O devět let později od bitvy u Svolderu měl další vůdce jómských vikingů a Sigwaldiho bratr Thorkel Vysoký vedl trestnou výpravu proti Anglii za Sigwaldiho smrt. Je tedy možné, že Sigwaldi byl zabit Angličany.
Nakonec to byl norský král Magnus I. (1024–1047), který se rozhodl k definitivnímu skoncování s jómskými vikingy, a roku 1043 vytáhl proti pevnosti Jomsborg, kterou následně dobyl, což byla smrtelná rána pro válečnou družinu jómských vikingů.